# Скербешув
Скербешув (пол. Skierbieszów) — деревня в Замойском повете Люблинского воеводства Польши. Административный центр гмины Скербешув. Находится примерно в 16 км к северо-востоку от центра города Замосць. По данным переписи 2011 года, в деревне проживало 1408 человек.
В 1975—1998 годах деревня входила в состав Замойского воеводства.

## Население
Демографическая структура по состоянию на 31 марта 2011 года:
|         | Всего | До трудоспособного возраста | Трудоспособного возраста | Старше трудоспособного возраста |
| ------- | ----- | --------------------------- | ------------------------ | ------------------------------- |
| Мужчины | 695   | 129                         | 485                      | 81                              |
| Женщины | 713   | 139                         | 385                      | 189                             |
| Всего   | 1408  | 268                         | 870                      | 270                             |